# Kendra Wilkinson
Kendra Leigh Wilkinson (* 12. června 1985) je americká televizní osobnost a modelka.
Známou se stala rolí v televizním seriálu The Girls Next Door, který zobrazil její život přítelkyně zakladatele Playboye Hugha Hefnera. Přestože nebyla Playboy Playmate, objevila se nahá na fotografiích s Holly Madison a Bridget Marquardt.